# Carne di pipistrello
La carne di pipistrello è una fonte di cibo per gli abitanti dell'Anello del Pacifico e dell'Asia. Viene consumata in varie quantità in Indonesia, Thailandia, Vietnam, Guam e in altri paesi e culture dell'Asia e della zona del Pacifico. A Guam, i pipistrelli volanti delle Marianne (Pteropus mariannus) sono considerati una prelibatezza, e per questo una delle specie, la volpe volante è in via d'estinzione. Oltre a essere cacciati come fonte di sostentamento, i pipistrelli vengono uccisi anche per via delle loro pelli. Le tecniche di caccia includono reti e l'utilizzo di fucili da caccia.
La versione del 1999 del The Oxford Companion to Food afferma che il sapore dei pipistrelli da frutta è simile a quello del pollo e che sono "animali puliti perché si nutrono esclusivamente di frutta". Vengono cucinati in diverse maniere, alla griglia, alla brace, fritti, cotti in umido e saltati in padella. Quando è ben fritto, può essere cucinato e consumato per intero. Hanno un basso contenuto di grassi e sono ricchi di proteine.
Durante la cottura, i pipistrelli potrebbero emettere forti odori simili all'urina. Si può ridurre aggiungendo aglio, cipolla, peperoncino o birra durante la cottura. La cultura del consumo di carne di pipistrello varia a seconda del paese e della regione specifica: in alcune zone costituisce un cibo relativamente quotidiano, servito anche nei bar e venduto nelle bancarelle, mentre in altre aree è considerato un piatto esotico. Anche i metodi di cottura dei pipistrelli variano: griglia, barbecue, frittura, bollitura o altra tecnica. In alcune aree vengono consumate solo le teste dei pipistrelli, mentre in altre zone anche gli organi interni.

## Storia
Il libro del Levitico (11,13-19) prescrive di non mangiare la carne di pipistrello: "Fra i volatili terrete in abominio questi, che non dovrete mangiare, perché ripugnanti: (...) il pipistrello."
La carne di pipistrello fu consumata già nell'antichità. Nella Geografia di Strabone viene descritta la città babilonese di Borsippa (attuale Birs Nimrud in Iraq), in cui è presente un gran numero di chirotteri che vengono catturati dagli abitanti, che li "insalano per mangiarli". Nel Cinquecento Ulisse Aldrovandi riferisce nel suo trattato Ornitologia che i pipistrelli hanno una carne bianca, commestibile e di ottimo sapore.

## Diffusione

### Europa
Il consumo della carne di pipistrello in Europa è stato scarsamente diffuso, oltre che per la ripugnanza, anche per le dimensioni dei chirotteri europei, i quali essendo tutti insettivori sono anche di piccole dimensioni.
In passato è stata registrata l'usanza dei contadini di Costozza (in provincia di Vicenza) di mangiare i pipistrelli, giudicati commestibili e gustosissimi, in particolar modo i rinolofidi. Nel secondo dopoguerra i pipistrelli delle grotte di Costozza si erano quasi estinti "per la caccia spietata che gl'indigeni ne fanno, al tempo dell'uva, onde assimilarli coi più saporiti uccelletti" Nel 1959 è riportato che "in certe località, ad esempio della Liguria e del Veneto, i pipistrelli vengono o venivano usati come cibo". L'attuale legge n. 157/1992 include i chirotteri nella cosiddetta fauna selvatica "particolarmente protetta" e punisce penalmente l'abbattimento, la cattura e la detenzione di esemplari con l'arresto da due a otto mesi o l'ammenda da 774 a 2065 euro.

### Sud-est asiatico
Il popolo indonesiano dei Minahasan, che vive nella parte settentrionale dell'isola di Sulawesi, ha un piatto chiamato paniki, preparato con pipistrello fritto e condito con il curry. Spesso tra gli ingredienti per il piatto sono presenti altre spezie ed erbe e latte di cocco; i paniki possono anche servire come base per preparare una zuppa. A volte il paniki è abbondantemente condito con pepe e poi, secondo alcune fonti, ha un sapore di manzo caldo.

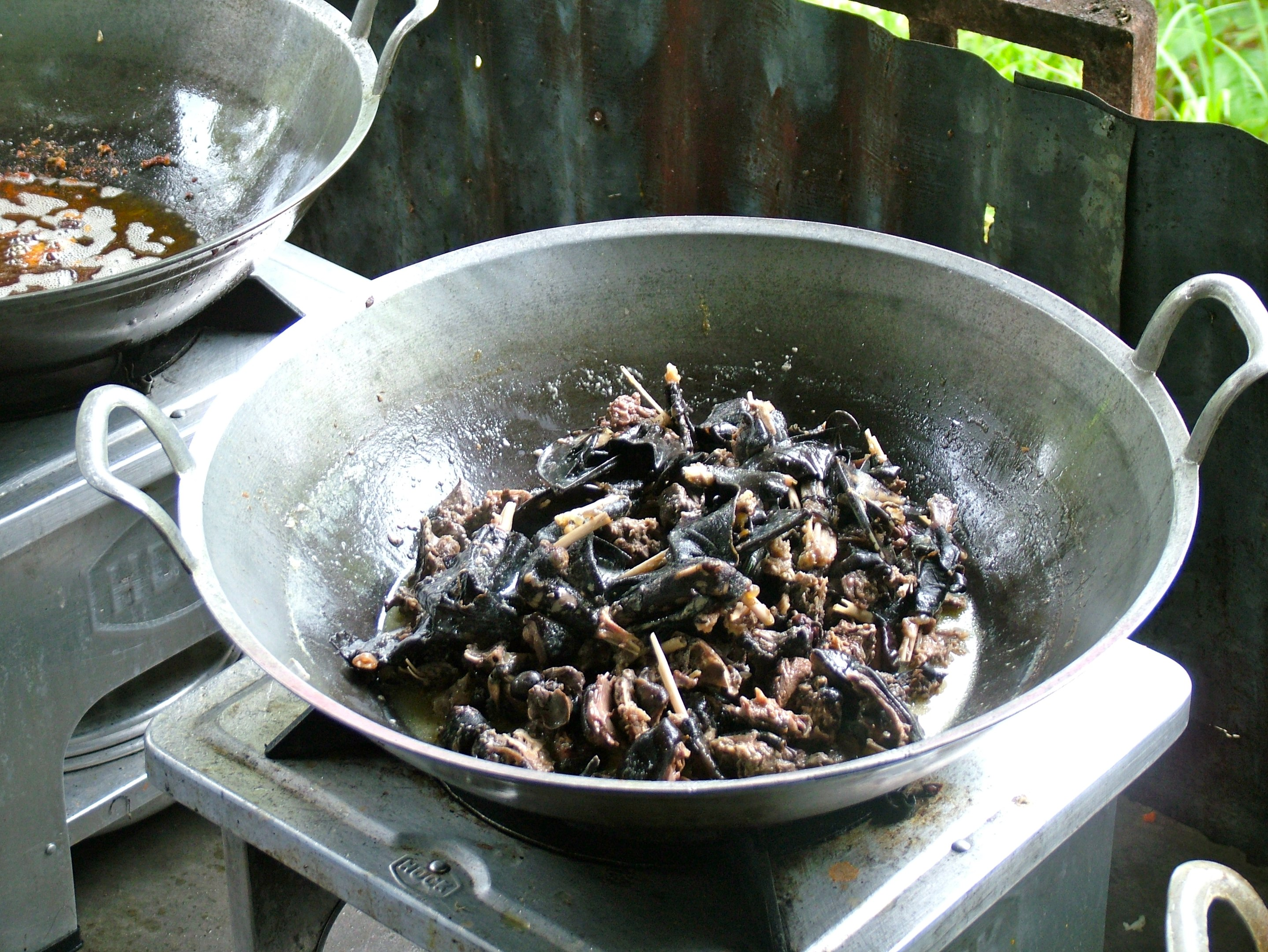
Paniki durante la cottura
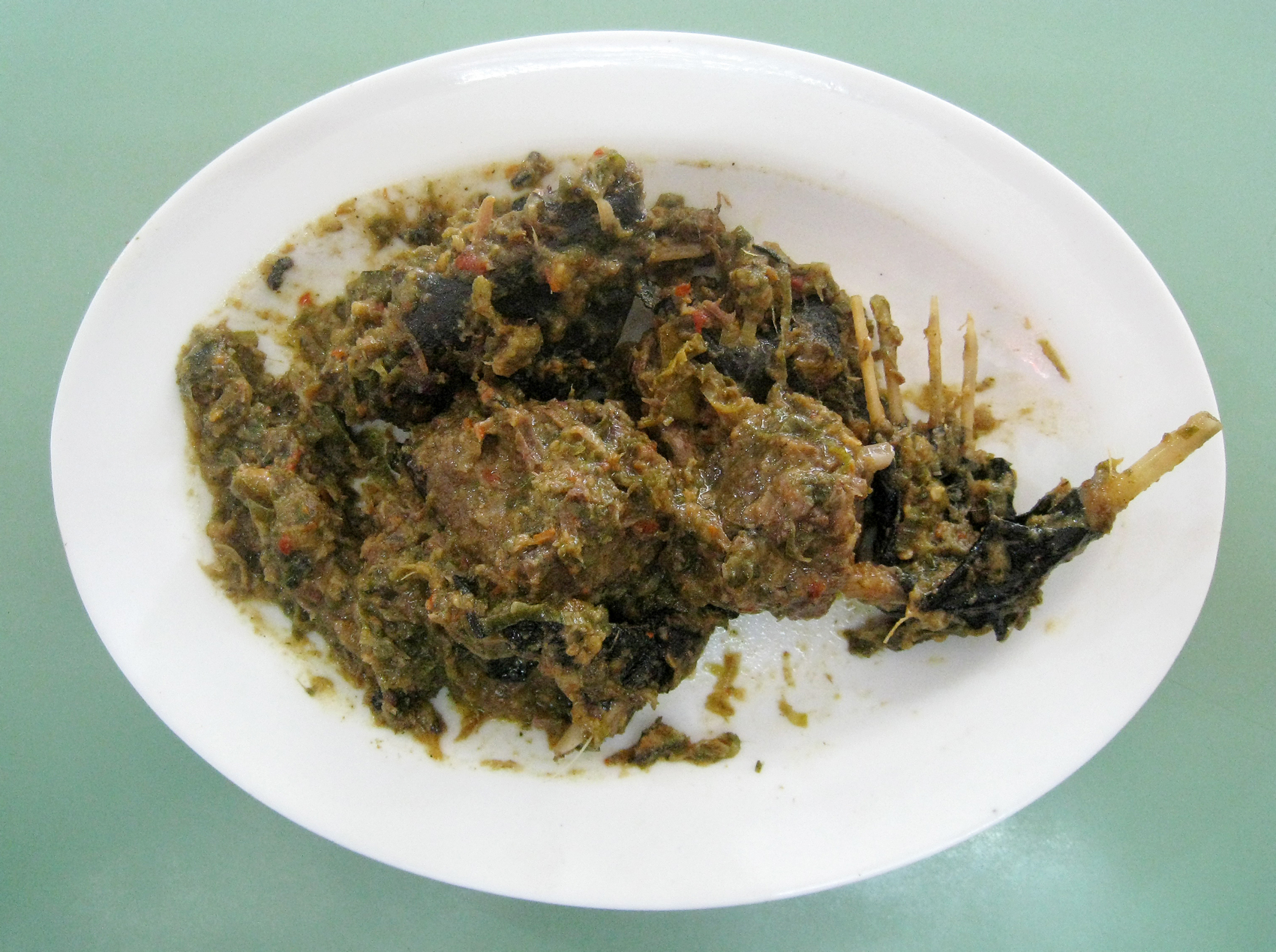
Paniki fritti
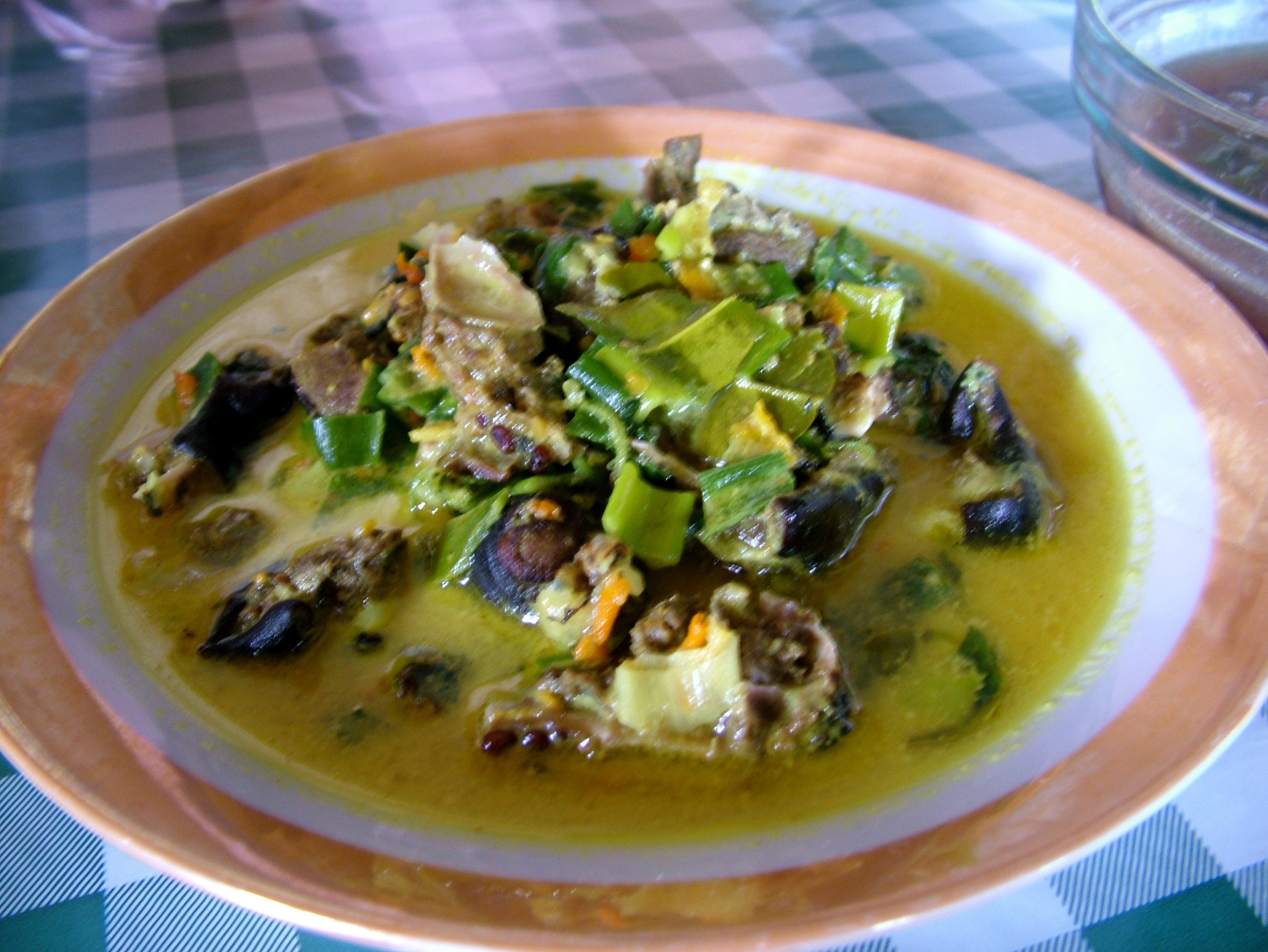
Zuppa di paniki

In Vietnam la carne di pipistrello viene talvolta aggiunta al porridge di riso, mentre in Laos e Cambogia le teste di pipistrelli vengono fritte su spiedini e in alcune zone sono uno spuntino popolare. In questi paesi i pipistrelli piccoli vengono generalmente stufati a fuoco lento con le verdure. Esistono poi anche ricette di carni bollite e tritate finemente, il cui estratto è usato come tonico. Nelle Filippine, era diffuso il consumo della specie Dobsonia chapmani, che è ora in via di estinzione a causa della caccia intensiva.
Piatti di pipistrelli sono noti anche nelle regioni meridionali della Cina, mentre nella cucina cantonese la carne di pipistrello è considerata un piatto esotico. A Taiwan, in alcuni negozi è possibile trovare pipistrelli fritti. Inoltre, nella cucina del Sichuan è nota la zuppa di zanzare non digerite estratta dagli escrementi di pipistrello.

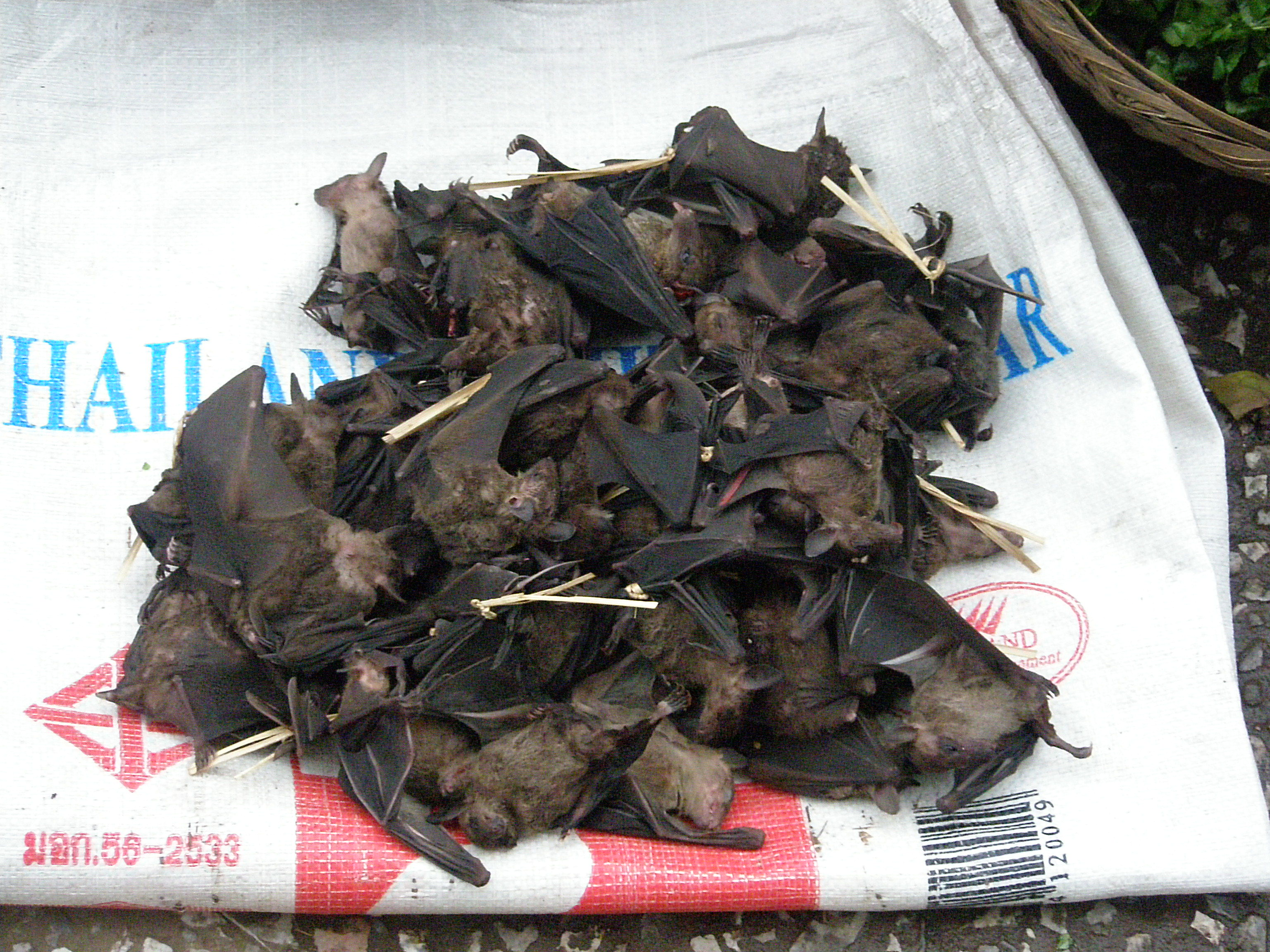
Pipistrelli pronti per il paniki
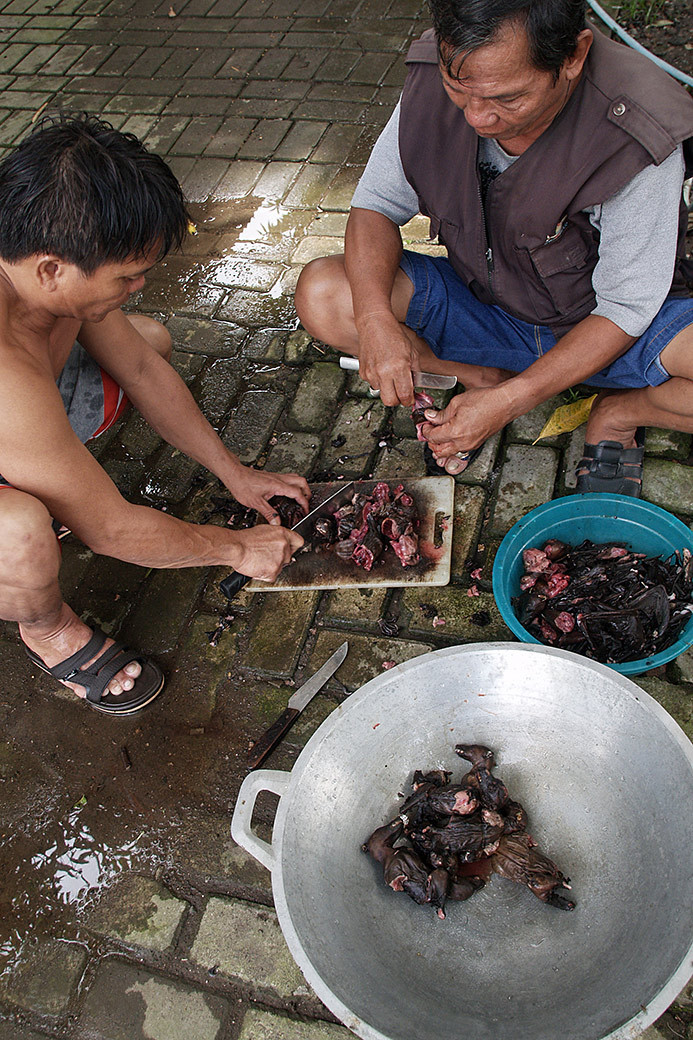
Preparazione dei pipistrelli
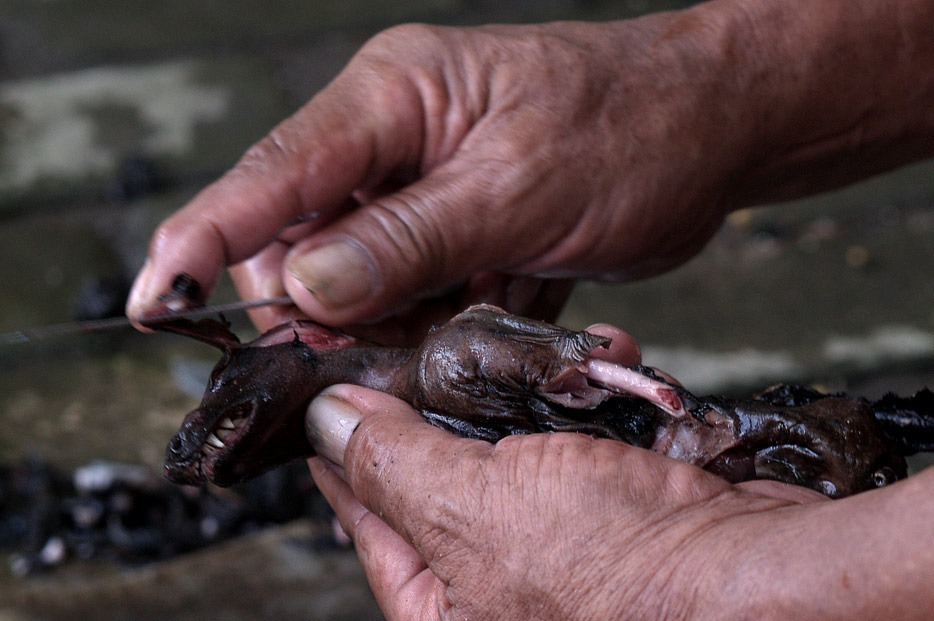
Macellazione
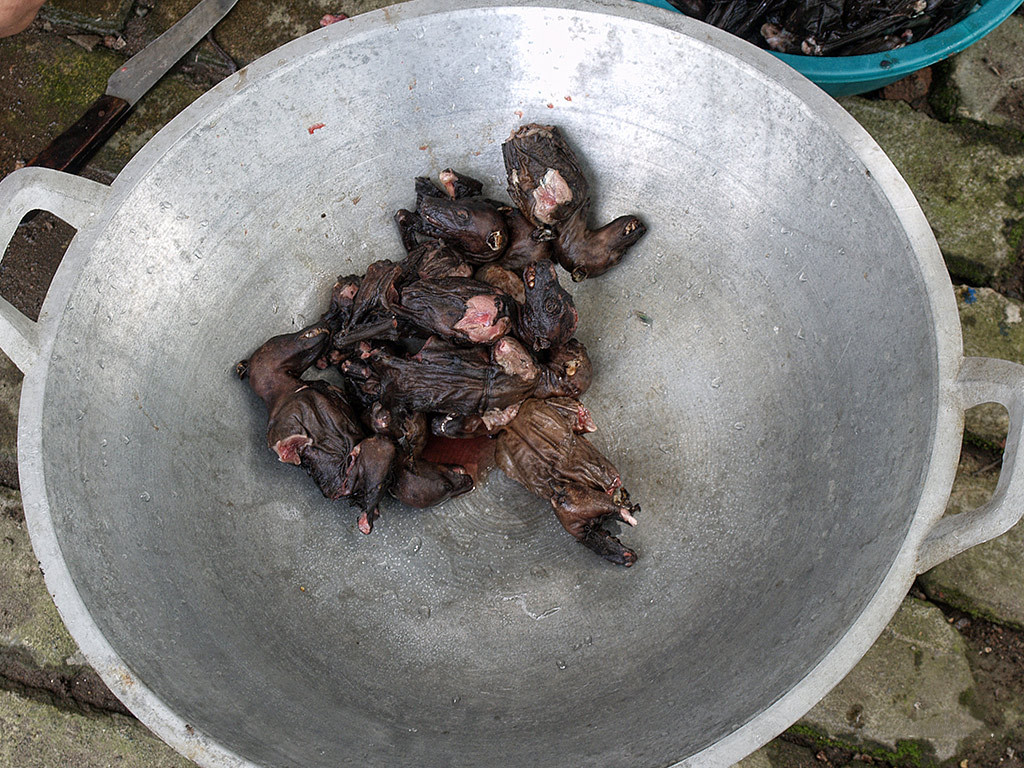
Cottura

In Giappone, il consumo alimentare dei pipistrelli era diffusa nelle isole Ryūkyū (durante l'esistenza del regno Ryūkyū) e ad Ogasarawa, anche se erano casi episodici non presenti nella cultura tradizione. Il numero di pipistrelli su queste isole è sempre stato piccolo, per cui ora sono protetti e la caccia è vietata dalla legge.

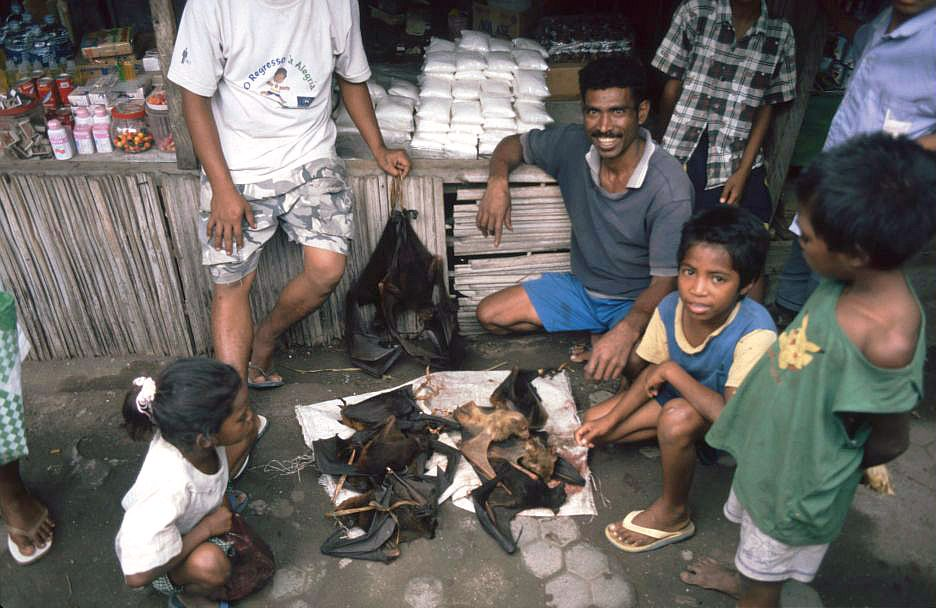
Pipistrelli in vendita al mercato di Suai (Timor Est)

A Guam e nelle Isole Marianne (in particolare Saipan) tra il popolo Chamorro, il consumo di volpe volante delle Marianne (Pteropus mariannus) era precedentemente abbastanza comune, ma ora, a causa della riduzione della popolazione e della migrazione dei pipistrelli, la cultura del loro consumo nel cibo sta gradualmente diventando obsoleta. Tuttavia, a Guam, la popolarità di un tale piatto rimane alta e, a causa del declino delle popolazioni locali, ci sono casi di importazione semi-legale di Pselaphon Pteropus (volpe volante Bonin, endemica in Giappone) e volpe samoana nell'isola per il consumo di cibo. L'esercito statunitense, che occupò Ogasarava nel 1945 (durante la seconda guerra mondiale), descrisse i casi di intrappolamento di rete da parte dei residenti locali della pselaphon di Pteropus. Oltre a essere cacciati come fonte di cibo per l'uomo, i pipistrelli vengono cacciati anche per le loro pelli. Le tecniche di caccia includono reti o fucile da caccia.
I pipistrelli vengono consumati anche in Indonesia e Thailandia.

### Oceania
Il consumo di pipistrelli è comune a Palau e Vanuatu.
A Palau i pipistrelli locali vengono cucinati con latte di cocco, zenzero e varie spezie e serviti in ristoranti locali e venduti nei negozi. Durante il periodo della dominazione giapponese a Palau (1918-1944), i piatti a base di pipistrello erano un cibo comune nelle mense delle scuole superiori.
Anche la cucina di Vanuatu è famosa per i suoi piatti a base di pipistrello. Gli abitanti delle isole, così come i gli aborigeni filippini del popolo agta (aeta) in passato, usano principalmente archi e frecce per cacciarli.
In Nuova Caledonia, la caccia ai pipistrelli è talvolta organizzata come spettacolo per i turisti.
In Papua Nuova Guinea, il consumo di pipistrelli è comune tra gli abitanti del Karan. Secondo alcune fonti, la carne dei pipistrelli locali assomiglia al pollo e la zuppa con spezie che viene cotta da essa è considerata più nutriente della controparte indonesiana. Alcune tribù aborigene australiane mangiano anche pipistrelli, cacciandoli con il boomerang.

### Africa
Tra i paesi dell'Africa occidentale, il consumo alimentare di pipistrelli è registrato in Guinea e Sierra Leone, ma è più comune nel Burkina Faso, dove i piatti a base di carne di pipistrello sono piuttosto popolari: i residenti del paese li cacciano con pistole, pistole ad aria compressa o abbattono con fionde fatte da rami di alberi e elastici. Si stima che in Ghana ogni anno vengano uccisi per il consumo umano un numero compreso tra i 100.000 e i 200.000 pipistrelli e che il 30-80% della popolazione ghanese abbia mangiato carne di pipistrello.
Il Rossetto del Madagascar viene comunemente cucinato sull'isola malgascia, specialmente nei ristoranti cinesi.
Nelle isole delle Seychelles, nell'Oceano Indiano, la carne di pipistrello viene cucinata con il curry: il civet de chauve souris è uno dei piatti principali della cucina nazionale creola.

## Problemi sanitari
In quanto carne selvatica di foresta (bushmeat), la caccia e il consumo di pipistrelli può costituire un rischio per la salute nell'Africa occidentale causato dalla possibilità di contagio per effetto di zoonosi. I pipistrelli sono una riserva virale per i filovirus, tra cui il virus dell'Ebola, del SARS-CoV-2 e del Marburg, e se portatori potrebbero trasmettere il virus dell'ebola a chiunque venga a stretto contatto con loro. C'è la possibilità inoltre che ospitino l'henipavirus e il lyssavirus.
La contrazione della malattia neurologica chiamata lytico-bodig (Sindrome di Guam) è connessa a consumo di carne di pipistrello. Paul Alan Cox dell'Hawaiian National Tropical Botanical Garden di Kalaheo, e Oliver Sacks dell'Albert Einstein College di New York, avevano scoperto che i pipistrelli consumavano grandi quantità di semi di cicadi e, – come in alcune aquile, che avevano mostrato una crescita spropositata di livelli del pesticida DDT nel tessuto adiposo – probabilmente accumulavano tossine a livelli pericolosi.